# Youghal
Youghal (/jɔːl/ ; en irlandais : Eochaill, litt. « bois d'ifs ») est un port du comté de Cork en Irlande.
Youghal est située dans l’estuaire du fleuve Blackwater, ce qui lui a donné une importante valeur économique et militaire par le passé. Le phare de Youghal dirige la navigation vers le port.
Établie le long de la rive escarpée du fleuve, la ville est particulièrement longue et étroite. Ses plages sont un lieu de baignade apprécié des habitants de Cork.
Son nom originel irlandais, Eochaill, signifie « forêts d’ifs » et fait référence aux bois qui étaient nombreux dans les environs.
En 2016, la ville de Youghal compte 7 963 habitants, mais atteint 10 000 habitants en comptant les alentours.

## Tourisme
Youghal jouxte un certain nombre de plages, dont celle de cinq kilomètres à l'ouest de la ville. En 2011, les trois plages de Youghal, Front Strand, Claycastle et Redbarn, ont été récompensées par des drapeaux bleus pour la propreté de l'eau et la disponibilité de commodités. Le marais Ballyvergan, le plus grand marais d'eau douce du comté de Cork, abritant de nombreuses espèces de plantes et d'oiseaux, s'étend le long des plages de Claycastle et de Redbarn.
Dans les années 1950 et 1960, Youghal était une station balnéaire prisée. Des milliers de personnes prenaient le train pour se rendre à la plage. Avec la fermeture de la ligne de chemin de fer dans les années 1970 (voir l’histoire des chemins de fer irlandais), Youghal est entré dans une période de déclin, renforcée par les difficultés rencontrées par son industrie textile. Depuis les années 1990, aidées par des avantages fiscaux, des réinvestissements ont été réalisés. construction pour restaurer les installations et la popularité de Youghal.
En 1914, le Youghal Pipe Band a été fondé. En 1984, le groupe a été présenté à l'émission Jim'll Fix It de la British Broadcasting Corporation (BBC) et en 1993, il a été invité à se produire à Larmor, ville jumelle depuis 1986 en Bretagne et France. Entre 1995 et 1997, le Youghal Pipe Band a participé au concours pour la première fois en remportant plusieurs prix.
En 1969, le St Mary's Brass and Reed Band fut fondé et remporta des compétitions telles que les championnats du sud de l'Irlande.
Les installations de Youghal comprennent un parcours de golf de 18 trous, des courts de tennis éclairés, des emplacements GAA, des terrains de football, un terrain de golf de 18 trous, des terrains de rugby, des courses de lévriers, un centre de divertissement familial en intérieur avec bowling, laser et une aire de jeu enfants, courts de squash et de badminton, centre de loisirs avec piscine, gymnases, galeries d'art, club de billard, observatoire d'oiseaux au marais Ballyvergan et musée

## Transport
L'aéroport de Cork, l'aéroport le plus proche, est situé à cinquante-quatre kilomètres de Youghal. Les bus Éireann assurent un service entre Youghal et la ville de Cork.
La gare de Youghal, ouverte le 1er mai 1860, a été fermée aux services voyageurs le 4 février 1963 et complètement fermée (y compris au trafic de marchandises) le 30 août 1982.

## Jumelage(s)
- Larmor-Plage depuis 1986, en Bretagne armoricaine.

## Personnalité
- Le bienheureux Dominique Collins (1566-1602), jésuite et martyr, est né et a été exécuté à Youghal.

## Galerie

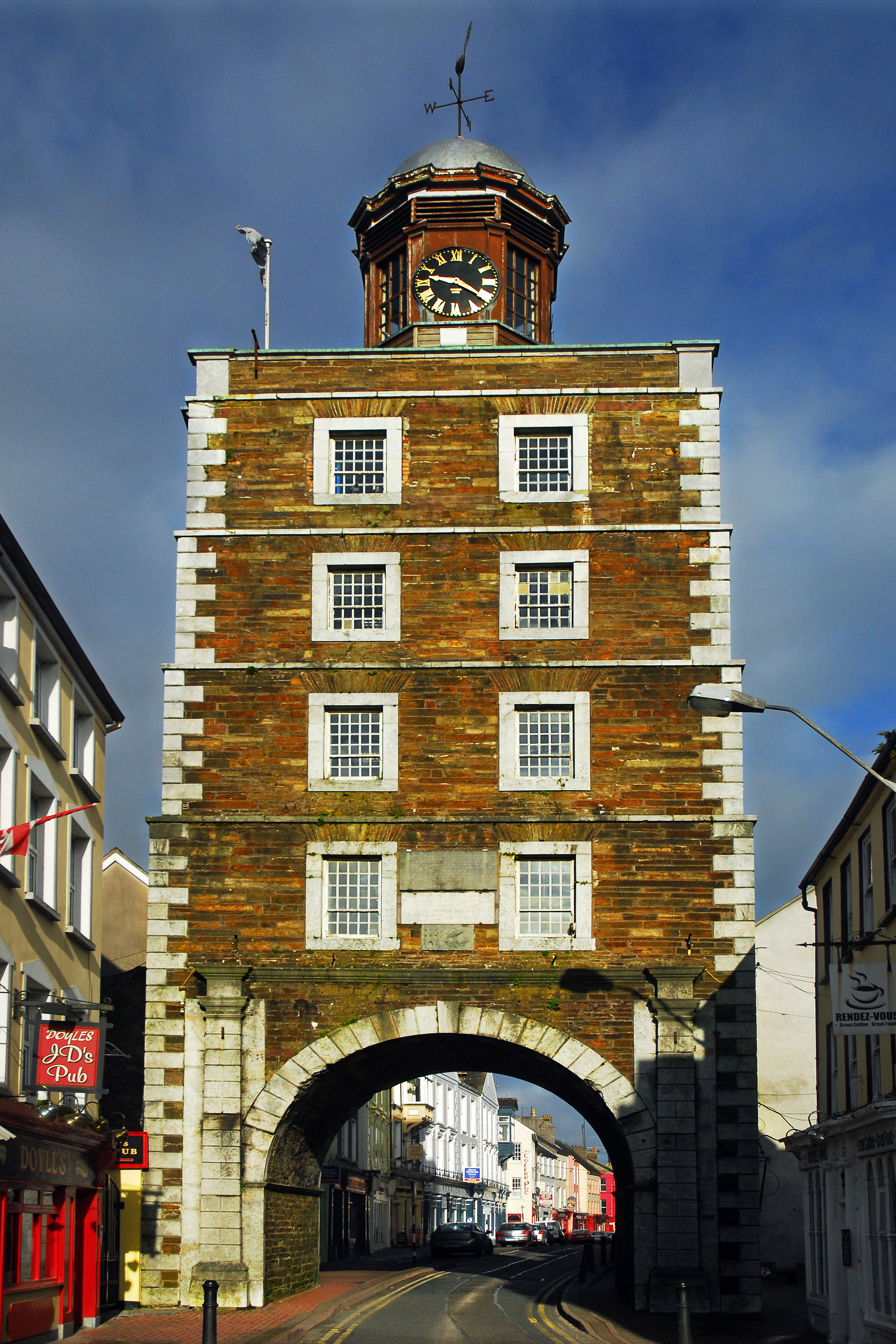
La porte de l'Horloge.
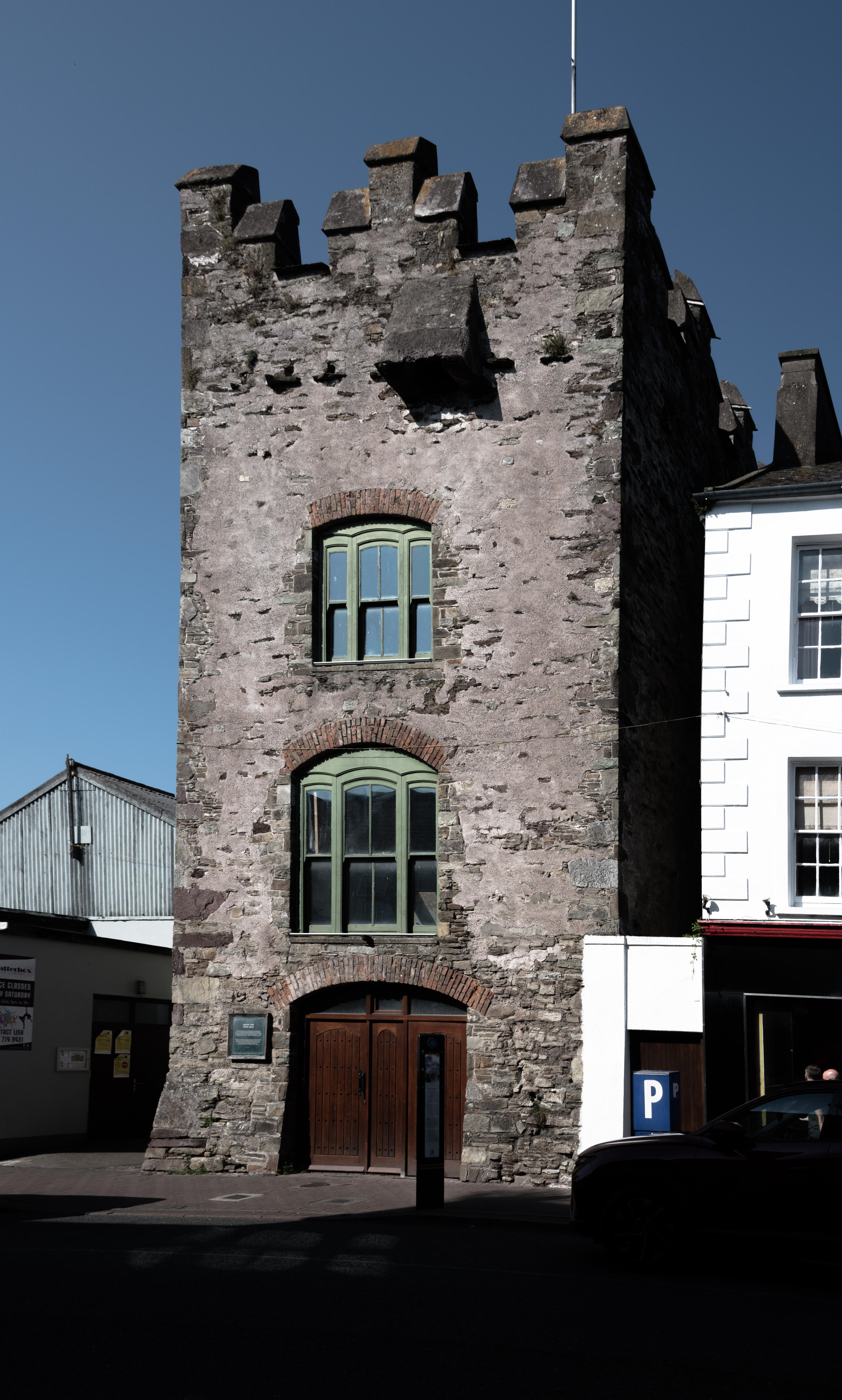
Le château de Tynte.
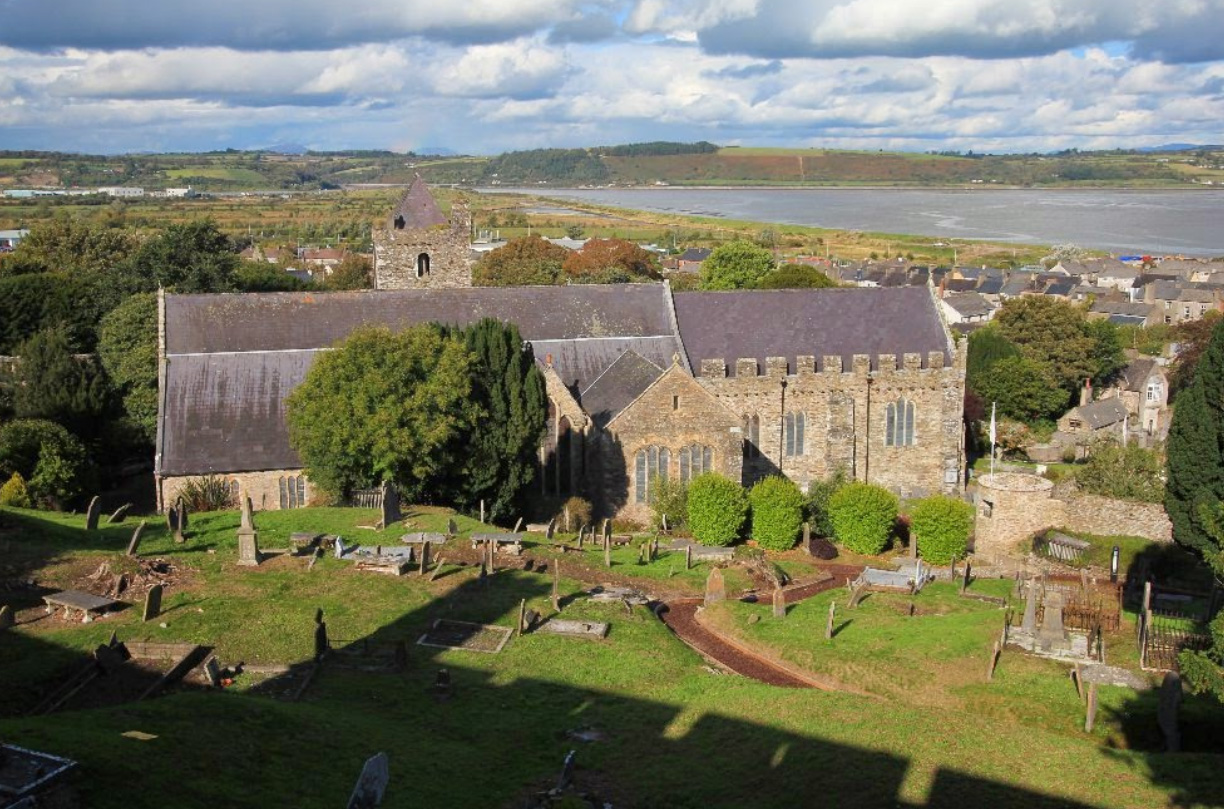
La collégiale anglicane Sainte-Marie fondée par saint Declan d'Ardmore (en).
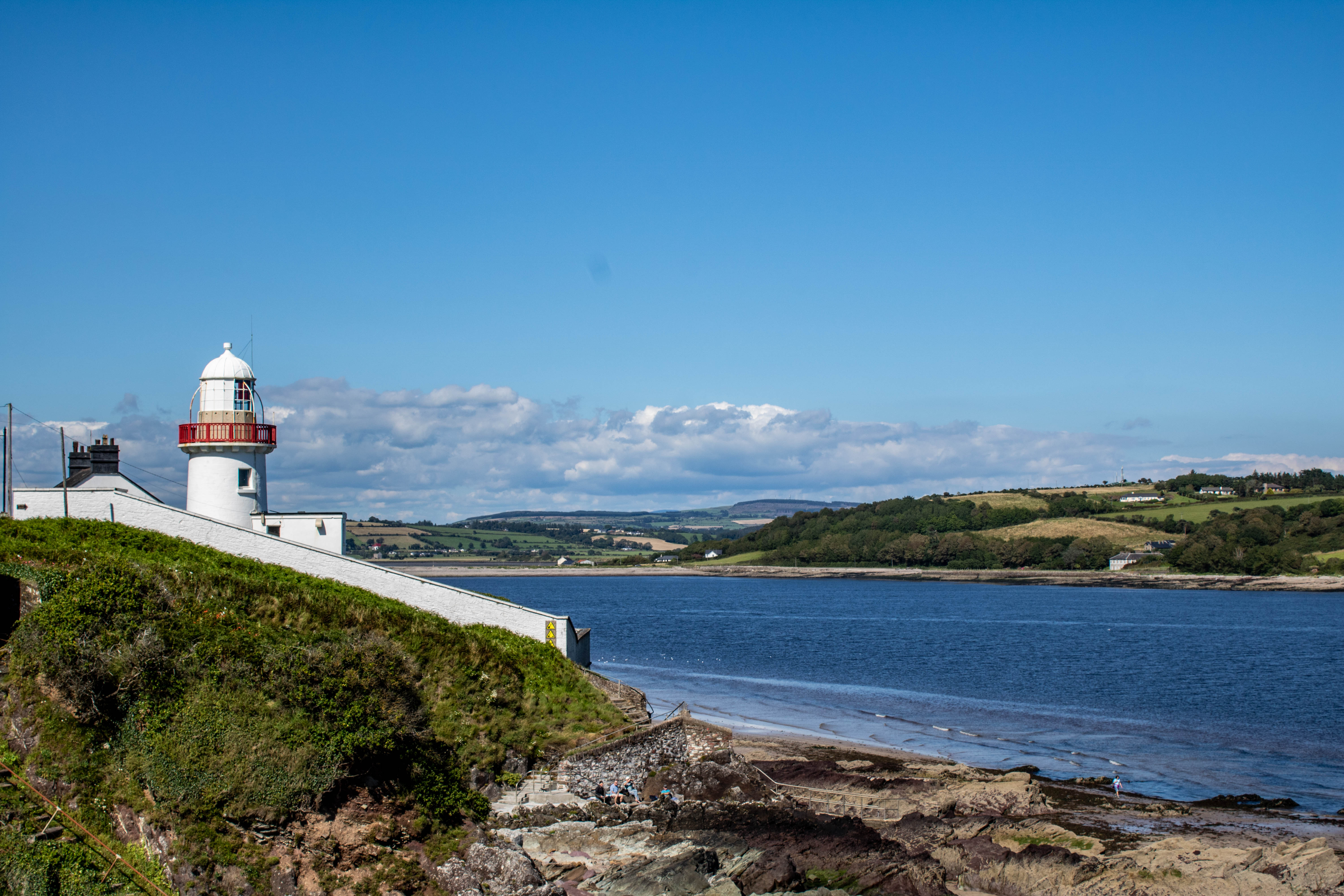
Le phare de Youghal.